# Heinrich Kiepert

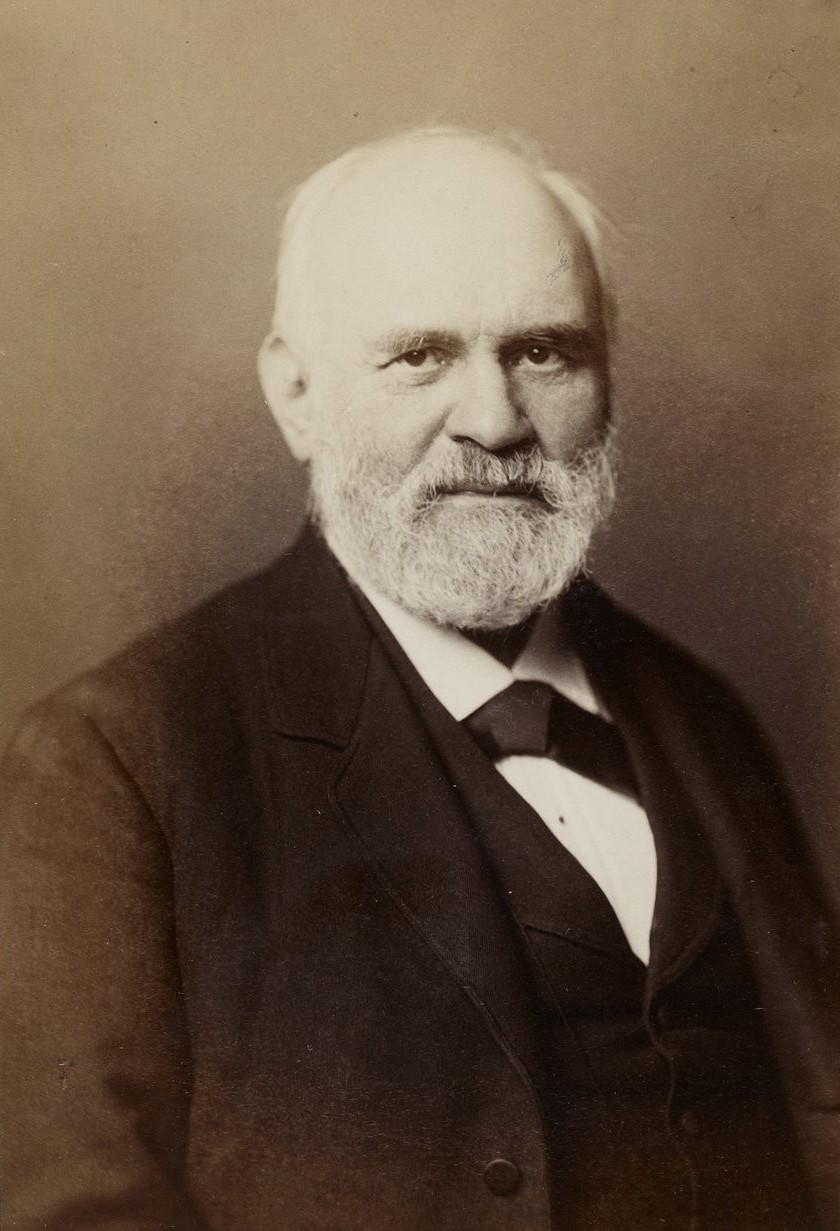
Heinrich Kiepert

Johann Samuel Heinrich Kiepert (* 31. Juli 1818 in Berlin; † 21. April 1899 ebenda) war ein deutscher Geo- und Kartograf. Er war Universitätsprofessor in Berlin und Autor zahlreicher historischer und Schulkarten sowie von Karten der Levante. Seine Forschungsergebnisse jedoch gingen sehr häufig in anderen Publikationen auf.

## Leben
Heinrich Kiepert wurde in Berlin als Sohn des wohlhabenden Kaufmanns Samuel Kiepert (1763–1836) und dessen Ehefrau Christine Henriette, geborene Beer, geboren. Sein zwei Jahre jüngerer Bruder war der spätere Rittergutsbesitzer Adolf Kiepert. Bereits in seiner Jugend interessierte er sich auf Reisen mit seinen Eltern für geographische Örtlichkeiten, die er sorgfältig skizzierte. Zu den Freunden der Familie zählte u. a. der Historiker Leopold von Ranke, der den Eltern empfahl, die angeborene Begabung des Jungen zu fördern. Im Joachimsthalschen Gymnasium war der Lehrer und Direktor des jungen Kiepert der Philologe August Meineke, der Kiepert für die klassische Antike begeisterte. In dieser Zeit bemängelte Kiepert bereits die fehlerhafte Ausführung historischer Karten in Schulbüchern.

### Studium und erste kartografische Arbeiten
Seit 1836 studierte Heinrich Kiepert in Berlin Klassische Philologie bei Karl Gottlob Zumpt, Altertumswissenschaften bei August Böckh und besuchte nebenbei Vorlesungen über Geographie bei Carl Ritter, mit dem ihn bald eine enge Freundschaft verband. Ritter regte ihn auch dazu an, seine ersten historischen Karten zu veröffentlichen. Durch dessen Vermittlung wurde Kiepert auch mit dem US-amerikanischen Theologen Edward Robinson, Begründer der modernen, wissenschaftlichen Topografie Palästinas, bekannt, der ihn beauftragte, seine Routenbeschreibungen kartografisch zu verwerten.

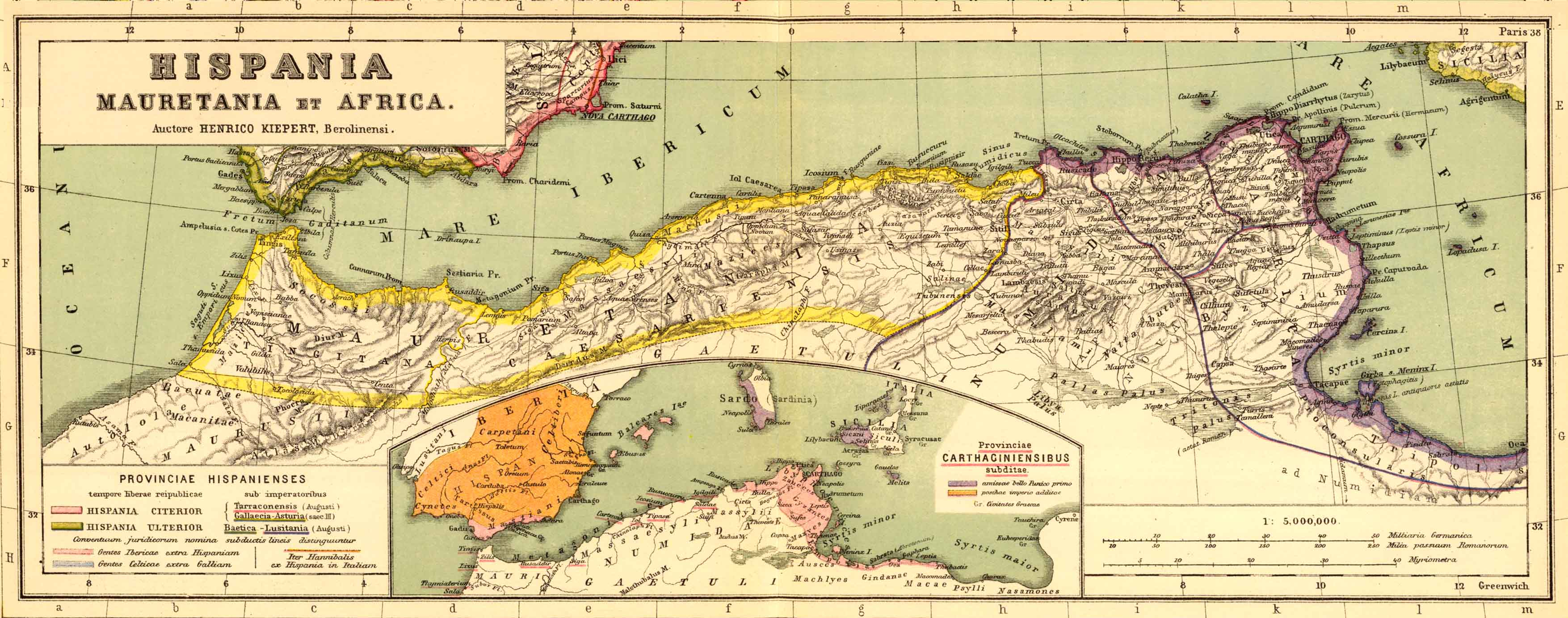
Mauretanien und Numidien. In: Kiepert: Atlas antiquus.

Bereits 1840 erschien die erste Teillieferung von Kieperts Werk Atlas von Hellas und den hellenischen Kolonien, zu dem Ritter ein anerkennendes Vorwort schrieb. Bis 1846 nahm dann die Fertigstellung des Gesamtumfangs in Anspruch, aber in der Fachwelt fand es als vorzügliches Werk der antiken Topografie Griechenlands hohe Anerkennung. Als 1839 durch preußische Offiziere an Ritter der Wunsch herangetragen wurde, ihre topographischen Beschreibungen von Kleinasien auszuwerten, verwies dieser wiederum auf seinen Schüler Heinrich Kiepert. Zu diesen preußischen Offizieren gehörte auch der spätere Generalfeldmarschall Helmuth von Moltke. Für dieses Vorhaben reiste Kiepert 1841 nach Konstantinopel und besuchte anschließend Griechenland, Mysien, Lydien und die Insel Lesbos. Während seines Aufenthalts erkrankte er schwer und erlernte in der Zeit seiner Genesung die türkische Sprache. Als er sich wieder erholt hatte, nahm er weitere topografische Forschungen in Griechenland vor. Danach entstand 1844 die „Karte von Kleinasien und Türkisch Armenien“. Das war bereits eine Meisterleistung.

### Anerkennung und weitere Aufträge
Nach seiner Rückkehr in Berlin beschäftigte er sich mit dem Studium der arabischen, persischen und armenischen Sprache bei dem Orientalisten Julius Heinrich Petermann. Kurze Zeit darauf, 1846, gewann Kiepert den Preis der französischen Académie des Inscriptions et belles-lettres für die topografische Erforschung der Kriegsschauplätze zwischen dem Römischen und Neupersischen Reich auf Grund der Quellen von antiken Geschichtsschreibern.
Im Jahre 1843 verlobte Kiepert sich mit Siglinde Jungk (1819–1900), der Tochter des Pastors Samuel Jungk, welche er 1845 heiratete. Im Juli 1843 promovierte er an der Gesamt-Universität Jena zum Dr. phil. 1845 folgte er, zwecks Sicherung seines Lebensunterhalts, dem Ruf zum Leiter der geographischen Abteilung des Landes-Industrie-Comptoirs in Weimar, wo er zahlreiche Karten für den Schulgebrauch veröffentlichte. Doch 1852 kehrte er wieder nach Berlin zurück, da der Buchhändler Dietrich Reimer ihn beauftragt hatte, für seinen Kartenverlag kartographische Arbeiten zu übernehmen. Dieser Verlag wurde durch Kieperts Arbeiten bald stark aufgewertet. Ebenfalls bearbeitete er die Blätter Carl Ritters über Asien für die Herausgabe „Allgemeine Erdkunde“. 1854 wurde Kiepert auf Vorschlag von Carl Ritter zum Mitglied der philosophisch-historischen Klasse der königlich-preußischen Akademie der Wissenschaften ernannt und durfte damit ohne vorhergehende Habilitation Vorlesungen an der Universität über Länder- und Völkerkunde halten. In Berlin wurde Kiepert zudem Mitarbeiter der Zeitschrift der Gesellschaft für Erdkunde, für die er ebenfalls Karten beisteuerte.

### Professor für Geographie
1859 versuchte ihn die Universität München für einen neuen Lehrstuhl zu verpflichten. Doch auf Anraten Carl Ritters lehnte Heinrich Kiepert diesen Ruf ab. Nach dem Tod von Carl Ritter im selben Jahr wurde Kiepert, neben Ferdinand Müller und dem Afrikaforscher Heinrich Barth, als Nachfolger vorgeschlagen. Als sich jedoch die Entscheidung hinzog vermittelte ihm übergangsweise der Kultusminister Theodor von Bethmann-Hollweg (1821–1886) eine Stelle zum außerordentlichen Professor für Geographie. Aber die Wahl fiel dann auf Heinrich Kiepert. Kurz darauf erschien im Jahre 1861 sein „Atlas antiquus“ der in vielen Sprachen übersetzt wurde. Der Historiker Theodor Mommsen beauftragte ihn 1863 Karten für seinen Corpus Inscriptionum Latinarum beizufügen. 1864 wurde Kiepert Direktor der Topografischen Abteilung des königlich-preußischen statistischen Büros, wo er sich mit einem amtlichen Ortsverzeichnis sämtlicher deutschen Staaten beschäftigte und wichtige Arbeiten anstehen lassen musste.
Im Jahre 1869 nahm Heinrich Kiepert einen Auftrag an, die beigefügten Karten zum Buch von Napoleon III. über die Feldzüge Cäsars einer Revision unterziehen. Für diese Aufgabe wurde er sogar 1869 zur Eröffnung des Suezkanals im November eingeladen. Dieser Termin konnte jedoch aus finanziellen Gründen nicht eingehalten werden, da Kiepert ihn gern mit der nächsten Kleinasienreise verbinden wollte. Im Frühjahr 1870 trat er diese Studienreise nach Palästina an, bei der ihn das preußische Ministerium und die Akademie der Wissenschaften unterstützte. Gemeinsam mit seinem Sohn Richard und dem Mediziner Paul Langerhans reiste er nach Ägypten und Palästina. Im Gebiet des östlichen Jordan blieb er drei Wochen und segelte anschließend auf die Inseln Zypern und Rhodos, um anschließend Karien zu erforschen. Außerdem wurde er 1869 Mitglied der Berliner Gesellschaft für Anthropologie, Ethnologie und Urgeschichte. Mit Beginn des Deutsch-Französischen Krieges mussten sie die Reise vorzeitig abbrechen.
Zurückgekehrt nach Berlin entwarf Kiepert, zum Deutsch-Französischen Krieg für seinen Verleger Reimer Karten, die den Verlauf des Krieges darstellen sollten. Als 1874 an der Berliner Universität der Lehrstuhl für Erdkunde wieder hergestellt war, wurde Heinrich Kiepert zum ordentlichen Professor für Geographie ernannt. Seit 1877 war er Mitglied des erweiterten Ausschusses, als einer der Gründer des Deutschen Palästinavereins; in dieser Zeit steuerte er auch Karten zu den Baedekern Palästina und Syrien (1875) und Unter–Ägypten (1877) zur besseren Nachvollziehbarkeit der geografischen Informationen, bei. Dann 1878 erschien sein bedeutendstes Werk, das Lehrbuch der alten Geographie und ein Leitfaden für Gymnasiasten dazu. In späteren Jahren seines Lebens bereiste er 1886 und 1888 noch Pergamon, Smyrna und Lydien. Aber die letzte große Aufgabe für die Vollendung seiner Arbeit zur Erstellung eines Kartenwerkes zur antiken Mittelmeerwelt musste er dann seinem Sohn Richard überlassen. Das waren die Karten zu Theodor Mommsens „Corpus Inscriptorium Latinarum“ sowie den Atlas der antiken Welt „Formae orbis antiqui“.
Am 21. April 1899 starb Heinrich Kiepert im Alter von 80 Jahren in Berlin. Sein Sohn Richard führte die Arbeiten seines Vaters teilweise fort. Er fand seine letzte Ruhe auf dem Alten St. Jacobi-Friedhof in Berlin-Neukölln im Feld JCI-61/62, G3. Sein Grab war von 1962 bis 2004 ein Ehrengrab der Stadt Berlin.

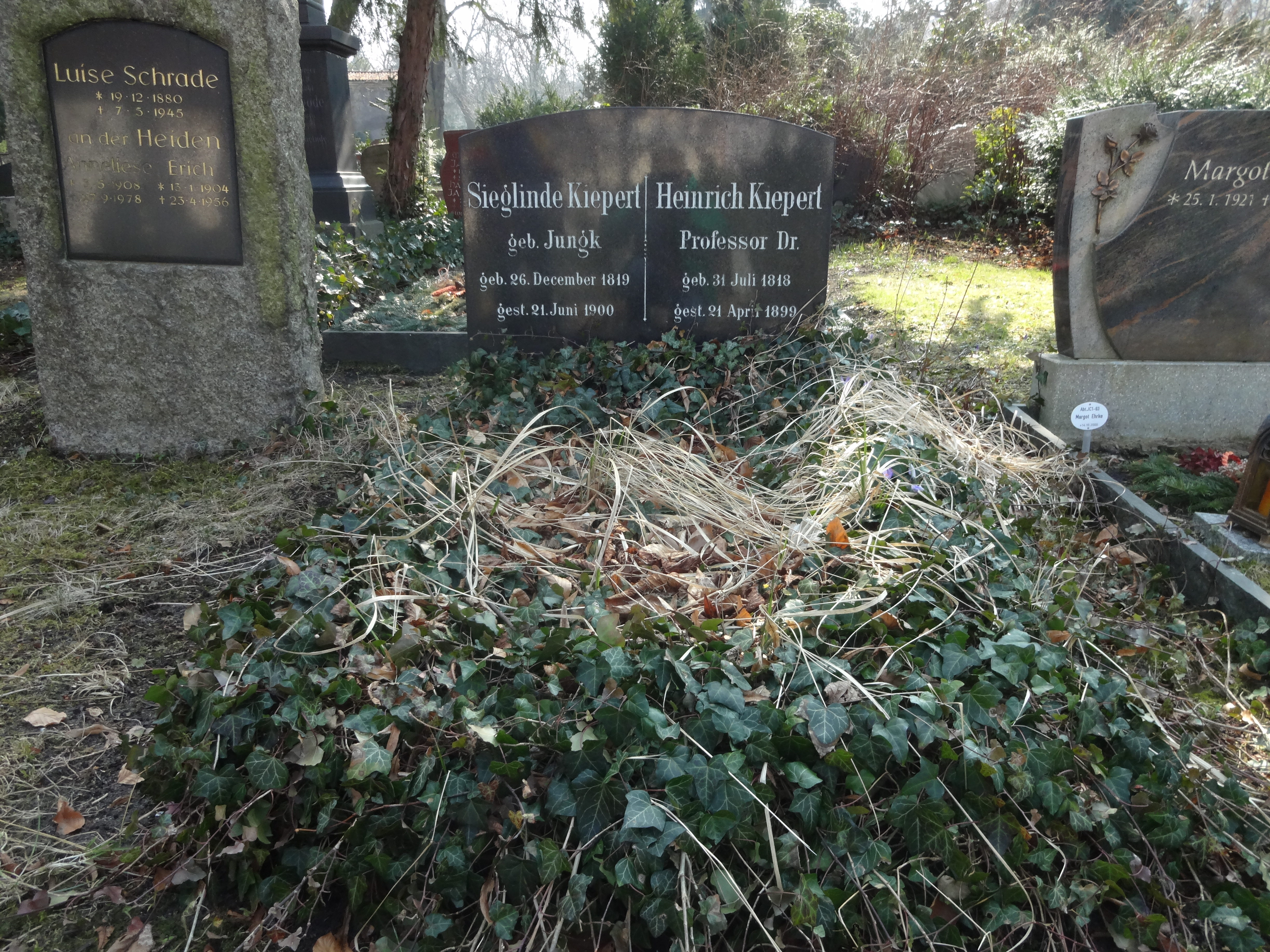
Grabstätte

## Ehrungen
Die Kiepertstraße in Berlin-Marienfelde erinnert an Heinrich Kiepert. Auch die 1868 von der Ersten Deutschen Nordpolar-Expedition entdeckte Insel Kiepertøya, eine der Bastian-Inseln in der Hinlopenstraße (Spitzbergen), ist nach Heinrich Kiepert benannt.
Er war Ehrenmitglied des Thüringisch-Sächsischen Vereins für Erdkunde.

## Sonstiges
Heinrich Kiepert war der Onkel des späteren Verlegers Adolf Kiepert.

## Publikationen (Auswahl)
- Atlas von Hellas und den hellenischen Kolonien. 24 Blätter, Berlin 1841–1846
- Palästina. 3 Bände, Halle 1841
- Karte von Kleinasien. 6 Blätter, Berlin 1843–1845
- Neuer Handatlas der Erde. 40 Blätter, Berlin 1857–1860
- Atlas antiquus. Berlin 1861 (Digitalisat der 5., neu bearb. u. verm. Aufl. 1869, Digitalisat der 11. berichtigten Aufl. 1892)
- Lehrbuch der alten Geographie. Berlin 1878
- Leitfaden der alten Geographie. Reimer, Berlin 1879 (Digitalisat)
- Historischer Schul-Atlas zur alten, mittleren und neueren Geschichte. Reimer, Berlin 1879 (Digitalisat)
- Schul-Atlas der Alten Welt. Reimer, Berlin 1883 (Digitalisat)
- Großer Handatlas. Berlin 1893–1895
- Zuarbeit für Theodor Mommsens „Corpus Inscriptorium Latinarum“,
- Formae orbis antiqui. 36 Karten, Berlin 1893 ff., fortgesetzt von Richard Kiepert